# Fayet, Aveyron

Fayet este o comună în departamentul Aveyron din sudul Franței. În 1 ianuarie 2022 avea o populație de 236 de locuitori.